# Bremen Sport Equipment
Bremen Sport Equipment Inc. war ein US-amerikanischer Hersteller von Automobilen. Ebenso werden die Firmierungen ARX Industries und B.S.C. Corp. genannt.

## Unternehmensgeschichte
Alvin D. Hildenbrand gründete etwa 1969 das Unternehmen in Bremen in Indiana. Er stellte Automobile und Kit Cars her. Der Markenname lautete Bremen. 1988 endete die Produktion. Außerdem importierte er Fahrzeuge von Adamo, Glaspac, Lafer, Puma und Ventura aus Brasilien.

## Fahrzeuge
Das Modell Sebring ähnelte dem Sterling von California Component Cars, der dem britischen Nova entsprach. Besonderes Merkmal dieses Modells war das aufklappbare Dach anstelle von seitlichen Türen. Üblicherweise bildete ein Fahrgestell vom VW Käfer die Basis. Bremen bot jedoch auch einen Rohrrahmen und einen V6-Motor an. Die stärkste Ausführung hatte einen V6-Motor mit 3800 cm³ Hubraum und einen Turbolader.
Der Creighton war ein Cabriolet im Stil der 1930er Jahre. Die Motoren kamen vom Ford Pinto und Ford Mustang II.
Der Mini Mark war ebenfalls ein Fahrzeug im Stil der 1930er Jahre, aber billiger, da er auf VW-Basis entstand.
Der Citation war ein VW-Buggy, dessen Fahrzeugfront dem Ford Modell T ähnelte.
Der Maxi-Taxi war die verlängerte Ausführung des Citation.